# Dimény Levente
Dimény Levente (Székelyudvarhely, 1975. szeptember 20. –) erdélyi magyar színész.

## Életpályája
1990–1994 között a székelyudvarhelyi Tamási Áron Gimnázium tanulója volt. 1995–1999 között a Babeș-Bolyai Tudományegyetem Bölcsészettudományi Karának színmûvészeti szakos hallgatója volt; ahol Boér Ferenc, Spolarics Andrea és Bíró József oktatta. 1999-től a Szigligeti Társulat tagja. 2009–2011 között a Szigligeti Társulat művészeti igazgatója volt. 2012–2018 között a Nagyvárad Táncegyüttes művészeti igazgatója volt. 2015-ben alapította meg az Infinite Dance Festivál elnevezésű tánc- és összművészeti fesztivált.

## Színházi munkái
A Színházi Adattárban regisztrált bemutatóinak száma; színészként: 62; rendezőként: 2; koreográfusként: 25.

### Színészként
| - Gombrowicz: Operett – Franciszek - Szabó Magda: Az a szép fényes nap – A borbély - Parti Nagy Lajos: Ibusár – Huszár - Müller: Mária evangéliuma – Füles - Móricz Zsigmond: Rokonok – A polgármester titkára - Keroul-Barré: Léni néni – Gedeon irodavezető; Múzeumi festő - Brecht: Kurázsi mama és gyermekei – A bekötött szemű; Fiatal katona - William Shakespeare: Amit akartok – Fábián - Jókai Mór: Az arany ember – I. csempész/II. úr - Glowacki: Antigoné New Yorkban – John - Páskándi Géza: A hazáért és a szabadságért – Károlyi Sándor - Ionesco: Rövidzárlat – Barát - Cervantes: A búsképű lovag kalandjai – Rab; Titkár; Oroszlánvezető - Huszka Jenő: Lili bárónő – Remeteházi Galambos Alfréd - Fielding: Tom Jones – Útonálló (k) - Bródy Sándor: A dada – Járásorvos - Illés Lajos: Csongor és Tünde – Kurrah (k) - William Shakespeare: Othello, a velencei mór – Gratiano - Friel: Fordítások – Manus - Carlo Goldoni: A hazug – Florindo (k) - Moliere: Tudós nők – Tüske - Foster: I. Erzsébet – Francis Bacon; Hatton; II. professzor (k) - Witkiewicz: Az őrült és az apáca – Dr. Efraim Grün - Schwartz: Godspell – (k) - Kálmán Imre: Csárdáskirálynő – Kiss (k) - William Shakespeare: A tévedések komédiája – Efezusi Drómió; Szirakúzai Drómió; ikrek; a két Antifólusz inasai - Gogol: A revizor – Ivan Alekszandrovics Hlesztakov - Kárpáti Péter: Nick Carter, avagy végső leszámolás dr. Quartzcal – Mihály – Mr. Carter - Aczél Géza: Timúrra várva – - Ödön von Horváth: Kasimir és Karoline – Kikiáltó | - Pomerance: Az elefántember – John Merrick - Carlo Goldoni: A kávéház – Flaminio - Parti Nagy Lajos: Mauzóleum – Rásó Dezső - Luigi Pirandello: Hat szereplő szerzőt keres – A fiú - Erkel Ferenc: Két pisztoly – - Büchner: Leonce és Léna – Valerio - Kleist: Közellenség – Tronkai Vencel - Szigligeti Ede: Liliomfi – Schwartz - Fényes-Szirmai: Mágnás Miska – Pixi gróf - Barker: Jelenetek egy kivégzésből – Suffici - Szophoklész: Oedipus – Oedipus - Beaumarchais: A sevillai borbély – Figaro - Loewe: My Fair Lady – Mrs. Pearce - Dürrenmatt: A Nagy Romulus – Isauriai Zénó - Forgách András: A fiú – Lelkész - Giulio-Renzo: Kaviár és lencse – Leonida Papagatto - Selmeczi György: Szigligeti – Lengyel vitéz; Major Tamás; Alfa; Ady - Nagy Dániel: A világcirkusz – Belzebub - Machiavelli: Mandragóra – - Slobodzianek: A mi osztályunk – Zygmunt - Szíjártó Tímea-Aletta: Az eset – Pista - Szilágyi Andor: Leánder és Lenszirom – Vaknadály - Csehov: Három nővér – Versinyin - Pommerat: Az én kis hűtőkamrám – Alain - Fényes Szabolcs: Maya – Rudi - Moliere: A mizantróp – Alceste |

### Rendezőként
- Ránki György: Pomádé király új ruhája (2014) (k)
- Ütközések (2016) (k)

### Koreográfusként
| - Orfeum (2000) - Tóth-Máthé Miklós: Tűz és kereszt (2000) - …és díszes palotát emeltünk (2000) - Thomas: Charley nénje (2001) - Csokonai Vitéz Mihály: Özvegy Karnyóné s a két szeleburdiak (2004) - Hubay Miklós: Elnémulás (2004) - Genet: A cselédek (2005) - Kálmán Imre: Zsuzsi kisasszony (2005) | - William Shakespeare: Rómeó és Júlia (2006) - Zerkovitz Béla: Csókos asszony (2006) - Strindberg: Julie kisasszony (2006) - Nóti Károly: Fele is tréfa (2008) - Valló Péter: Anconai szerelmesek (2009) - Eisemann Mihály: Fekete Péter (2010) - Buda Ferenc: Mátyás király és a kolozsvári bíró (2011) - Parti Nagy Lajos: Ibusár (2015) |

## Filmjei
- Vannak vidékek (2006)
- Jég alatt (2014)
- Tündérkert (2023)

## Díjai
- Földes Kati-díj (2006, 2008)
- a Communitas Alapítvány Alkotói Ösztöndíja (2007)
- a Román Kulturális Minisztérium Kiválósági Díja (2010)
- Magyar Ezüst Érdemkereszt (2018)[3]
- EMKE Gróf Bánffy Miklós-díj (2020)